# Aeroportul Cambridge
Aeroportul Cambridge (IATA: CBG, ICAO: EGSC) este un aeroport din Cambridge⁠(d), Cambridgeshire⁠(d), Cambridgeshire, East of England, Anglia, Regatul Unit ce deservește zona Cambridge. Aeroportul a fost tranzitat în 2017 de 0 pasageri. A fost numit după zona deservită.
Situat la o altitudine de 14 m, aeroportul dispune de 3 piste. Este operat de Marshall Aerospace and Defence Group⁠(d).

## Infrastructură

### Piste
Aeroportul dispune de 3 piste: 
- pista 05/23 din asfalt, cu dimensiunile 1.965 m × 45 m
- pista 05/23 din Iarbă, cu dimensiunile 899 m × 35 m
- pista 10/28 din Iarbă, cu dimensiunile 439 m × 35 m